# جو سبرينغر
جو سبرينغر (بالإنجليزية: Joe Springer)‏ هو عازف جاز وعازف بيانو أمريكي، ولد في 22 مايو 1916، وتوفي في 24 أكتوبر 2004.

## وصلات خارجية
- جو سبرينغر على موقع ميوزك برينز (الإنجليزية)
- جو سبرينغر على موقع أول ميوزيك (الإنجليزية)
- جو سبرينغر على موقع ديسكوغز (الإنجليزية)